# Fantomas bedroht die Welt
Fantomas bedroht die Welt (alternativ Fantomas gegen Scotland Yard) ist eine französische Kriminalkomödie aus dem Jahr 1967 und der dritte Teil der gleichnamigen Trilogie um den genialen Verbrecher Fantômas.

## Handlung
Fantomas, der berüchtigte Verbrecher mit dem gespenstischen graublauen Kahlkopf, hat sich auf eine Art Schutzgelderpressung verlegt. Er fordert von den reichsten Männern der Welt – und dazu gehören auch die Bosse des organisierten Verbrechens – einen saftigen Anteil ihres Vermögens und nennt dies euphemistisch eine „Steuer auf Lebensrecht“. Wird nicht innerhalb der gesetzten Frist gezahlt, folgen im gleichen Behördenstil ein „Säumniszuschlag“, eine „Letzte Mahnung“ und schließlich die „Vollstreckung“ – der „Steuerschuldner“ wird ermordet. Als einige sich trotzdem weigern, greift Fantomas wieder zu seinen täuschend lebensechten Masken, um die Widerspenstigen durch unerwartete Auftritte zu schockieren.
So ergeht es auch dem schottischen Lord McRashley: Mitten im Gespräch entpuppt sich sein alter Freund Sir Walter Brown plötzlich als Fantomas und wirft ihm den echten Sir Walter, den er bereits getötet hat, vor die Füße. Doch McRashley will noch immer nicht kapitulieren und wendet sich mit der Bitte um Hilfe an den französischen Kommissar Juve und den Journalisten Fandor, die bereits ausgiebig Erfahrung mit dem schurkischen Meister der Maskerade gesammelt haben. Juves Assistent Inspektor Bertrand und Fandors Verlobte Hélène dürfen natürlich ebenfalls nicht fehlen. Unbemerkt, da nunmehr als Lord McRashley maskiert, ist auch Fantomas zur Stelle, um auf die eine oder andere Weise zu bewirken, dass der Lord endlich zahlt und damit den anderen Verweigerern ein Beispiel gibt.
McRashley residiert in einem alten Landschloss, wo es selbstverständlich auch spukt. Zudem ist die Lady McRashley dem Spiritismus zugetan und veranstaltet sogleich eine Séance, um mittels Tischrücken den Geist des ermordeten Sir Walter zu beschwören. Obwohl Kommissar Juve nicht an Übernatürliches glaubt, verliert er in der folgenden Nacht doch ziemlich die Fassung, als er in seinem Quartier wiederholt den toten Lord McRashley vorfindet, der sich aber jedes Mal wieder quicklebendig zeigt, sobald Juve das Haus mit der grausigen Nachricht aufschreckt. Am Ende des makaberen Spiels lässt Fantomas den Lord jedoch wirklich verschwinden und spielt dessen Rolle allein weiter.
Bald darauf steht die traditionelle Fuchsjagd an, die Fantomas dazu benutzen will, einen der hochkarätigen Gäste als Geisel zu nehmen. Stattdessen geht es ihm wegen seiner Verkleidung fast selbst an den Kragen, denn McRashleys Sekretär, der eine Affäre mit der Lady hat, ist wild entschlossen, den Lord umzubringen. Fantomas rettet nur der Umstand, dass im Handgemenge sein scheußliches blaues Antlitz sichtbar wird, vor dem der Sekretär zurückschreckt. Hélène hat Fantomas aber ebenfalls erkannt, wird daraufhin von seinen Handlangern ergriffen und in ein Kleinflugzeug gezerrt, doch Fandor gelingt das unglaubliche Kunststück, vom Pferderücken aus aufzuspringen und sie zu retten. Während die beiden allmählich die Zusammenhänge begreifen und einen Plan schmieden, ahnen Juve und Bertrand vorläufig noch nichts.
Da er noch immer nicht vorangekommen ist, greift Fantomas jetzt zu einer List. Er entführt den Kommissar in sein tief unter dem Schloss gelegenes Versteck und bittet ihn ganz höflich um Vermittlung. Tatsächlich lässt sich Juve vor den Karren spannen und bemüht sich nun selbst, die Erpressten zur Zahlung zu bewegen, in der Hoffnung, Fantomas bei der Geldübergabe zu schnappen. Die Ausführung scheint ihm nicht weiter schwierig: Sobald Fantomas auftaucht, soll ein verborgener Alarmknopf betätigt werden. Dem falschen Lord McRashley gefällt dieser Plan natürlich gut, sodass er endlich einwilligt und auch seine mitbetroffenen Standesgenossen überzeugt, ihm die geforderten Tribute in Form von Diamanten als Köder für Fantomas anzuvertrauen.
Zwar greifen Fandor und Hélène rechtzeitig ein und setzen Fantomas-McRashley die Pistole auf die Brust, aber wieder zieht sich der Verbrecher geschickt aus der Affäre. Er löst einfach den Alarm aus, worauf Juve herbeieilt und, wie nicht anders zu erwarten, die Situation missversteht. Die Verwirrung nutzend, entwischt Fantomas durch eine Geheimtür. Wie immer hat er gründlich vorgesorgt und für seine Flucht sogar eine Rakete in einem der Schlosstürme installiert. Diesmal sind allerdings auch die Sicherheitskräfte auf solche Überraschungen vorbereitet. Jagdflugzeuge rasen heran und schießen die Rakete ab. Doch während Kommissar Juve und seine Mitstreiter den Sieg bejubeln, entfernt sich seelenruhig und unbemerkt Lord McRashley samt Diamanten per Fahrrad auf der Landstraße, steigt in einen Rolls-Royce um, zieht die Maske ab und lässt zum Schluss sein wohlbekanntes hämisches Lachen hören.

## Uraufführungen
- Frankreich: 16. März 1967
- Deutschland: 20. Juni 1967[1]

## Synchronisation
Im dritten und letzten Teil hatte Marais für beide Rollen denselben Synchronsprecher. Hier wiederum wurde nur ein Stimmenwechsel zwischen Fantomas und Lord McRashley gemacht, damit der Zuschauer wusste, wann Fantomas Lord McRashleys Platz eingenommen hatte. Die Dialogregie und Buch oblag Karlheinz Brunnemann, der auch später mit Rainer Brandt für die Synchronisation zu Department S und Die 2 verantwortlich war.
| Rolle              | Schauspieler         | Deutscher Synchronsprecher    |
| ------------------ | -------------------- | ----------------------------- |
| Fantomas/Fandor    | Jean Marais          | Arnold Marquis                |
| Kommissar Juve     | Louis de Funès       | Gerd Martienzen               |
| Hélène             | Mylène Demongeot     | Maria Körber                  |
| Inspektor Bertrand | Jacques Dynam        | Gerd Duwner                   |
| Lord McRashley     | Jean-Roger Caussimon | Curt Ackermann Arnold Marquis |
| Lady McRashley     | Françoise Christophe | Tilly Lauenstein              |
| André Berthier     | Henri Serre          | Karlheinz Brunnemann          |
| Mafiaboss          | Guy Delorme          | Heinz Petruo                  |
| Chefredakteur      | Robert Dalban        | Toni Herbert                  |

## Kritiken und Ehrungen
Der Film wurde vor allem dafür gelobt, dass die Verwirrung um Fantômas’ Masken überzeugend gespielt ist und man nicht immer erkennen kann, ob man das „Original“ oder Fantômas sieht. Trotzdem kann der Zuschauer die Handlung einwandfrei nachvollziehen. Der Film bleibt inhaltlich und qualitativ nicht hinter den anderen zurück.
Fantômas bedroht die Welt wurde auf den Moskauer Filmfestspielen 1967 gezeigt.

„Phantastisches Abenteuer ohne große Spannung und Tiefgang, aber wiederum mit einem sehr lustigen Louis de Funes.“

„Die Einfälle dieser Kriminalgroteske beginnen sichtlich zu versiegen, deshalb vermag auch der an sich urkomische Louis de Funès hier nur mäßig zu unterhalten.“

## Drehorte
Kein Schauspieler hat für die Produktion Frankreich verlassen:
- Lediglich die Autofahrt der Titelsequenz entstand unweit von Glasgow.
- Die Außenaufnahmen des Schlosses entstanden in der Gironde, rund um das Schloss Roquetaillade.
- Die Innenaufnahmen entstanden komplett im Studio.
- Die Jagd wurde im Wald von Fontainebleau gedreht, zu erkennen an dem sandigen Erdreich (für Schottland absolut untypisch).

## Geplanter vierter Teil:Fantomas in Moskau
Mylène Demongeot behauptete später, dass ein vierter Film mit dem Titel „Fantômas à Moscou“ („Fantomas in Moskau“) folgen sollte, aber abgesehen davon, dass Jean Marais es satt gehabt habe, neben Louis de Funès an zweiter Stelle zu stehen und damit schlechter behandelt und bezahlt zu werden, sei das Projekt gescheitert, weil das Trio der Hauptdarsteller überhaupt viel zu teuer geworden war.
Der vierte Teil der Fantomas-Serie wurde, wie eine einstündige Dokumentation auf dem TV-Sender Arte zeigt, aber nur deswegen nicht realisiert, weil Marcel Allain, einer der Autoren des Fantomas-Romans, vor Beginn der geplanten Dreharbeiten noch die Filmproduktionsfirma verklagte. Allain war empört über den Umgang mit seiner Figur in den drei Verfilmungen und belegte dies vor Gericht auch mit den eher negativen Kritiken in der französischen Presse, etwa in der Zeitschrift Paris Match („In Fantomas bedroht die Welt wird der Schrecken zur Posse degradiert.“).
Mit Urteil vom 7. Januar 1969 kam ein französisches Gericht zu dem Schluss, dass Marcel Allains Original-Romanfigur in den bisherigen drei Filmen von André Hunebelle unzulässig verfälscht wurde. Vom Gericht bekam Allain daher 100.000 Francs Schadensersatz gegenüber der Filmproduktionsfirma Gaumont zugesprochen. Daraufhin wurde der vierte Teil der Fantomas-Serie abgesagt und selbst nach Marcel Allains Tod nur ein paar Monate später im Spätsommer 1969 nie realisiert.

## Medien
DVDs:
- Fantomas (Limited Edition, alle drei Filme, UFA-DVDs mit Bonusmaterial) (Die Filme sind auch als Einzel-DVD erhältlich)

Blu-rays:
- Fantomas-Trilogie (alle drei Filme auf Deutsch in einer Box in HD) (die Filme sind auch als Einzel-Blu-ray erhältlich)

Filmmusik:
- Fantomas 70 (Sampler-CD mit Musik aus allen drei Filmen), Universal France 013 476-2